# Ana Álvarez
Ana Teresa Álvarez Páez, mieux connue sous le nom d'Ana Álvarez, née le 19 novembre 1969 à Jerez de la Frontera, Cadix, est une actrice et mannequin espagnole.
Dans sa filmographie elle a plus de trente films et téléfilms à son avoir. Elle a reçu plusieurs prix nationaux et étrangers, tels que ceux du Festival international du film de Stockholm, du Festival international du film de Carthagène des Indes et du Festival du film policier de Cognac.

## Filmographie partielle
- 1988 : Soldadito español d'Antonio Giménez-Rico
- 1995 : El rey del río de Manuel Gutiérrez Aragón
- 2006 : G.A.L. de Miguel Courtois